# Eduard Sevardnadze
Eduard Sevardnadze (grúz betűkkel: ედუარდ შევარდნაძე, oroszul: Эдуард Амвросиевич Шеварднадзе; Mamati, 1928. január 25. – Tbiliszi, 2014. július 7.) szovjet–grúz politikus, a Szovjetunió külügyminisztere, majd Grúzia elnöke volt.

## Élete
Sevardnadze 1972-től 1985-ig a grúz kommunista párt első titkára volt, majd Mihail Gorbacsov hatalomra kerülése után a Szovjetunió külügyminisztere lett. Ebben a tisztségében meghatározó szerepet játszott a szovjet külpolitika alakításában, a peresztrojka és a glasznoszty kiteljesedésében, az Egyesült Államokkal való leszerelési tárgyalásokban, az afganisztáni háború befejezésében és a német egység helyreállításában.
A Szovjetunió széthullása után Sevardnadze a függetlenné vált Grúziában játszott vezető szerepet. Az 1990-es évek első felében az államtanács és a parlament elnöke volt, majd 1995-ben megválasztották Grúzia köztársasági elnökévé. 2003-ban a rózsás forradalom lemondásra kényszerítette. Az elkövetkező években élesen bírálta utódja, Miheil Szaakasvili politikáját, és támogatta a 2012 októberében hatalomra került Grúz Álom nevű pártot, de aktív politikai szerepet már nem játszott.